# Siunique
Siunique ( [sjuˈnikʰ] (ajuda·info)) é uma das dez províncias da Armênia. Sua capital é Capã.